# Kerk van de Opdracht van de Heer
De Kerk van de Opdracht van de Heer (Oekraïens: Церква Стрітення Господнього) in de west-Oekraïense stad Lviv is een voormalige kloosterkerk van de orde van de Karmelieten. Het barokke gebouw is tegenwoordig een Oekraïense Grieks-katholiek godshuis.

## Geschiedenis
Na de stichting van het klooster in 1642 door Jakub Sobieski werd er een begin gemaakt met de bouw van het klooster en de kerk, die gewijd werd aan Onze-Lieve-Vrouwe van Loreto. Het oorspronkelijk ontwerp was afkomstig van Giovanni Battista Gisleni, hofarchitect van de koningen Sigismund III, Wladislaus IV en Jan II Casimir. Tot voorbeeld van de nieuwe kloosterkerk diende de Romeinse Sint-Suzannakerk van de architect Carlo Maderno.
De bouw werd herhaaldelijk onderbroken door de reeks invasies en verwoestingen die het gebied teisterden na de opstand van Oekraïne tegen het Pools-Litouwse Gemenebest in 1648. Door een aanval van Bogdan Chmelnitski moesten de nonnen de stad ontvluchtten naar Krakau en vervolgens naar Warschau; ze keerden in 1655 terug in Lemberg. De Turkse invasiedreiging in 1672 leidde opnieuw tot leegstand van het klooster. Pas na de overwinning van koning Jan Sobieski in het Beleg van Wenen keerde de rust terug en werd er verder aan de kerk gebouwd. In de nissen naast het portaal werden decoratieve vazen geplaatst en in twee nissen in de geveltop de beelden van Sint-Jozef en Sint-Theresia. Op de kruising van het schip en het transept werd een kleine koepel met dakruiter gebouwd. Aan de bouw van de kerk kwam in 1692 een einde.
Na de Eerste Poolse Deling in 1772 werd Lviv (toen onder de naam Lemberg) onderdeel van het Habsburgse Rijk. De religieuze hervormingen van de keizer Jozef II leidden tot de opheffing van het Karmelietenklooster. In 1792 werd het kerkgebouw gebruikt als militaire opslagplaats. In de voormalige kloostergebouwen werd het seminarie van het katholieke aartsbisdom Lemberg gevestigd. Vanaf 1842 werd het kerkgebouw weer een godshuis en volgde een renovatie. Uit deze periode dateren ook het kunstwerk in het barokke hoogaltaar van de Presentatie van de Heilige Maagd Maria en de werken in de zijaltaren van Johannes Ketty en Johannes van Nepomuk van de hand van de Poolse schilder Alojzy Reichan. Het kerkgebouw werd na de voltooiing van de restauratie gewijd aan de Presentatie van de Heer en deed voortaan dienst als seminariekerk.
Na 1945 werd de kerk, net als veel andere kerkgebouwen in Lviv, onttrokken aan de eredienst. Vanaf 1979 werd in het gebouw een onderzoeksinstituut voor metrologie gevestigd.
Aan het begin van de 21e eeuw volgde de overdracht aan de Oekraïense Grieks-katholieke Kerk. Er worden zowel missen volgens de oosterse als westerse ritus gevierd.